# Amberobyrsa
Amberobyrsa is een geslacht van wantsen uit de familie van de Tingidae (Netwantsen). Het geslacht werd voor het eerst wetenschappelijk beschreven door Heiss in 2009.

## Soorten
Het genus is monotypisch en bevat alleen de volgende soort:

- Amberobyrsa brandti Heiss, 2009